# Onchanh Phetsalath
Onchanh Phetsalath là một chính trị gia người Lào và đại tá trong quân đội Lào. Ông là đảng viên Đảng Nhân dân Cách mạng Lào. Ông là đại biểu Quốc hội Lào cho tỉnh Sainyabuli (Khu vực 7).